# Departament (podział administracyjny)
Departament (fr. département, od départir = 'dzielić, rozdzielać') - nazwa jednostki podziału administracyjnego w kilkunastu państwach świata:
- Europa:
  - Francja,
  - Księstwo Warszawskie (obecnie nieistniejące)
- Afryka:
  - Benin,
  - Gabon,
  - Kamerun,
  - Niger,
  - Sierra Leone,
  - Wybrzeże Kości Słoniowej,
- Ameryka Południowa i Środkowa:
  - Boliwia,
  - Gwatemala,
  - Haiti,
  - Honduras,
  - Kolumbia,
  - Nikaragua,
  - Paragwaj,
  - Peru,
  - Salwador,
  - Urugwaj.